# Баллюзек, Феликс Владимирович
Фе́ликс Влади́мирович Баллюзе́к (17 июня 1927 — 2 апреля 2013) — советский, российский хирург, учёный, доктор медицинских наук, профессор. Разработчик одного из первых аппаратов искусственного кровообращения (АИК) в СССР. Автор более 600 научных работ, в том числе — 14 монографий, 35 патентов в области сердечно-сосудистой хирургии, трансфузиологии, реаниматологии, трансплантологии, онкологии, флебологии.

## Биография
Родился в семье художника и кинорежиссёра Владимира Владимировича Баллюзека и художницы Марии Никандровны Горюновой.
В 1945 году закончил 2-ю московскую артиллерийскую спецшколу, далее с 1945 по 1947 год учился во 2-м Ленинградском артиллерийском училище.
В 1947 году поступает в Военно-медицинскую Академию (ВМА), которую заканчивает в 1953 году с золотой медалью.
С 1954 года в адъюнктуре кафедры оперативной хирургии ВМА, где в 1955 году защищает кандидатскую диссертацию на тему «Резекция аорты (экспериментальное исследование)».
С 1955 по 1959 работает преподавателем на кафедре оперативной хирургии ВМА.
Благодаря экспериментальным исследованиям Феликса Владимировича, 16 октября 1956 года П. А. Куприянов выполнил резекцию аорты по поводу коарктации с анастомозом «конец в конец», предложив свою оригинальную методику с полным восстановлением кровотока по левой подключичной артерии («Операция Куприянова»)
В 1958—1959 гг. в клинике П. А. Куприянова Ф. В. Баллюзеком была сконструирована первая собственная модель аппарата искусственного кровообращения (АИК) — «искусственное сердце — легкие» (ИСЛ). Характерной особенностью нового аппарата было то, что он изготавливался из блоков, предназначенных для различного вида операций, эти блоки можно было без труда компоновать и подбирать оптимальный вариант к конкретному виду оперативного вмешательства. С 19 июня 1959 г. в клинике начинают выполняться операции на «сухом» сердце. Открывая десятую научную сессию Института хирургии АМН СССР, директор института Александр Александрович Вишневский отметил, что в Советском Союзе проведен целый ряд исследований, посвященных операциям на «сухом сердце», при этом выделив клинику, которой руководил П. А. Куприянов, признавая его пионером в разработке операций на «сухом сердце». С 1961 г. на Ленинградском заводе Красногвардеец» были проведены работы для начала промышленного выпуска аппарата ИСЛ, а с 1962 г. он поступил в серийное производство.
В 1959—1963 гг. руководит научно-исследовательской лабораторией экстракорпорального кровообращения, созданной по инициативе академика П. А. Куприянова при клинике хирургии ВМА.
1963 года докторская диссертация «Искусственное кровообращение при операциях на открытом сердце».
В период с 1963 по 1969 год работает заместителем начальника клиники хирургии усовершенствования врачей № 1 ВМА и продолжает разрабатывать методы искусственного кровообращения в различных областях хирургии.
1965 год — профессор.
1967—1968 — разрабатывает теоретические и практические основы пересадки органов (почки, легкие, сердце) в эксперименте и клинике, в 1968 — руководитель центра трансплантации органов при кафедре госпитальной хирургии ВМА
1968 год — участвует в первой в СССР операции пересадки сердца, выполненной академиком А. А. Вишневским, при этом искусственное кровообращение во время операции производится разработанным Ф. В. Баллюзеком аппаратом ИСЛ-4.
1970—1976 — заместитель начальника кафедры госпитальной хирургии ВМА
1977—1986 — заведующий кафедрой госпитальной хирургии Ленинградского санитарно-гигиенического медицинского института им. И. И. Мечникова
1987—1991 — заведующий отделом ангиохирургии ЦНИЛ I Ленинградского медицинского института им. И. П. Павлова
1991—1997 — первый заведующий вновь созданной кафедры сосудистой хирургии Ленинградского государственного института усовершенствования врачей (ГИДУВ, впоследствии МАПО)
1998—2005 — руководит отделением лазерной хирургии в СПб Клинической больнице РАН
Умер 2 апреля 2013 года в Санкт-Петербурге. Похоронен на Токсовском кладбище.

## Награды
- 2002 г. медаль «За заслуги перед отечественным здравоохранением»
- 2003 г. Премия им. академика В. И. Бураковского Архивная копия от 8 августа 2021 на Wayback Machine «За выдающийся вклад в кардиохирургию»